# جوستين وليامز
جوستين وليامز (بالإنجليزية: Justin Williams)‏ (و. 1981  م) هو لاعب هوكي الجليد، من كندا، ولد في كوبورغ، أونتاريو، مركز لعبه هو جناح ‏، ومهاجم ‏.

## جوائز
حصل على جوائز منها:
- كأس ستانلي.

## روابط خارجية
- جوستين وليامز على موقع دوري الهوكي الوطني (الإنجليزية)
- جوستين وليامز على موقع إي إس بي إن.كوم (أن.إتش.أل) (الإنجليزية)
- جوستين وليامز على موقع قاعة مشاهير الهوكي (لاعب أن.إتش.أل) (الإنجليزية)
- جوستين وليامز على موقع EliteProspects.com (الإنجليزية)
- جوستين وليامز على موقع Eurohockey.com (الإنجليزية)
- جوستين وليامز على موقع HockeyDB.com (الإنجليزية)
- جوستين وليامز على موقع Hockey-Reference.com (الإنجليزية)